# Lifuleo
Lifuleo is een bestuurslaag in het regentschap Kupang van de provincie Oost-Nusa Tenggara, Indonesië. Lifuleo telt 981 inwoners (volkstelling 2010).